# شهرستان پاولودار
شهرستان پاولودار (به قزاقی: Павлодар ауданы، پاۆلودار اۋدانى. به روسی:Павлодарский район) نام یک شهرستان در قزاقستان است که در استان پاولودار، در شمال شرق قزاقستان واقع شده‌است.

## خصوصیات
شهرستان پاولودار ۶٬۱۰۰ کیلومترمربع مساحت و ۲۸,۶۳۸ نفر جمعیت دارد.